# Institut Jean Vigo
L'Institut Jean Vigo és una filmoteca i un centre de recerca dedicat al cinema fundat el 1983 a Perpinyà i gestionat de forma associativa. Es va crear a partir de diverses iniciatives d'educació popular existents a Perpinyà, en particular el cineclub Les Amis du cinema fundat l'any 1962, i pren el relleu de l'Institut de Recerca i Animació d'Història del Cinema (IRAHC) fundat el 14 de desembre de 1981.
Al llarg dels anys, ha posat en marxa el festival Confrontacion (des de 1965), la revista Les Cahiers de la Cinémathèque (editada entre 1971 i 2009), i Archives, un butlletí obert als investigadors de la història del cinema (editat des de 1986), simposis i trobades.